# Casa Dr. Cecil Popa Fundeni
Casa Dr. Cecil Popa Fundeni este o casă monument istoric situată în Sectorul 1 al Municipiului București la numărul 48 al străzii Scărlătescu. Se află pe lista monumentelor istorice din București, sector 1, având cod LMI B-II-m-B-19652 și provine din prima jumătate a secolului XX.